# Скрипкин, Алексей Тимофеевич

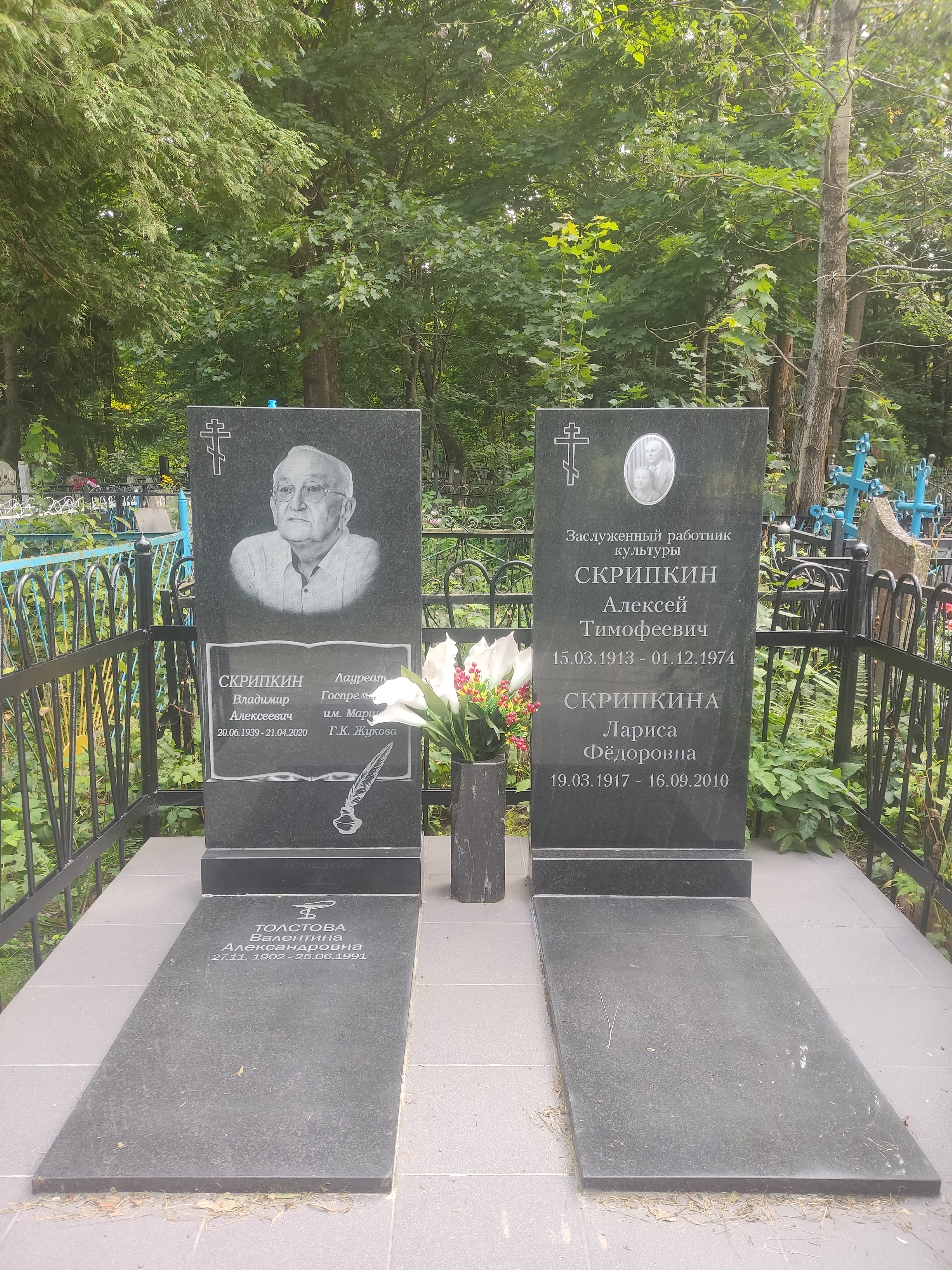
Могила Алексея Тимофеевича Скрипкина на Пятницком кладбище Калуги

Алексей Тимофеевич Скрипкин (28 марта 1913, Речица, Курская губерния — 1 декабря 1974) — первый директор (с 1967) первого в мире и крупнейшего в России Музея истории космонавтики (Калуга).

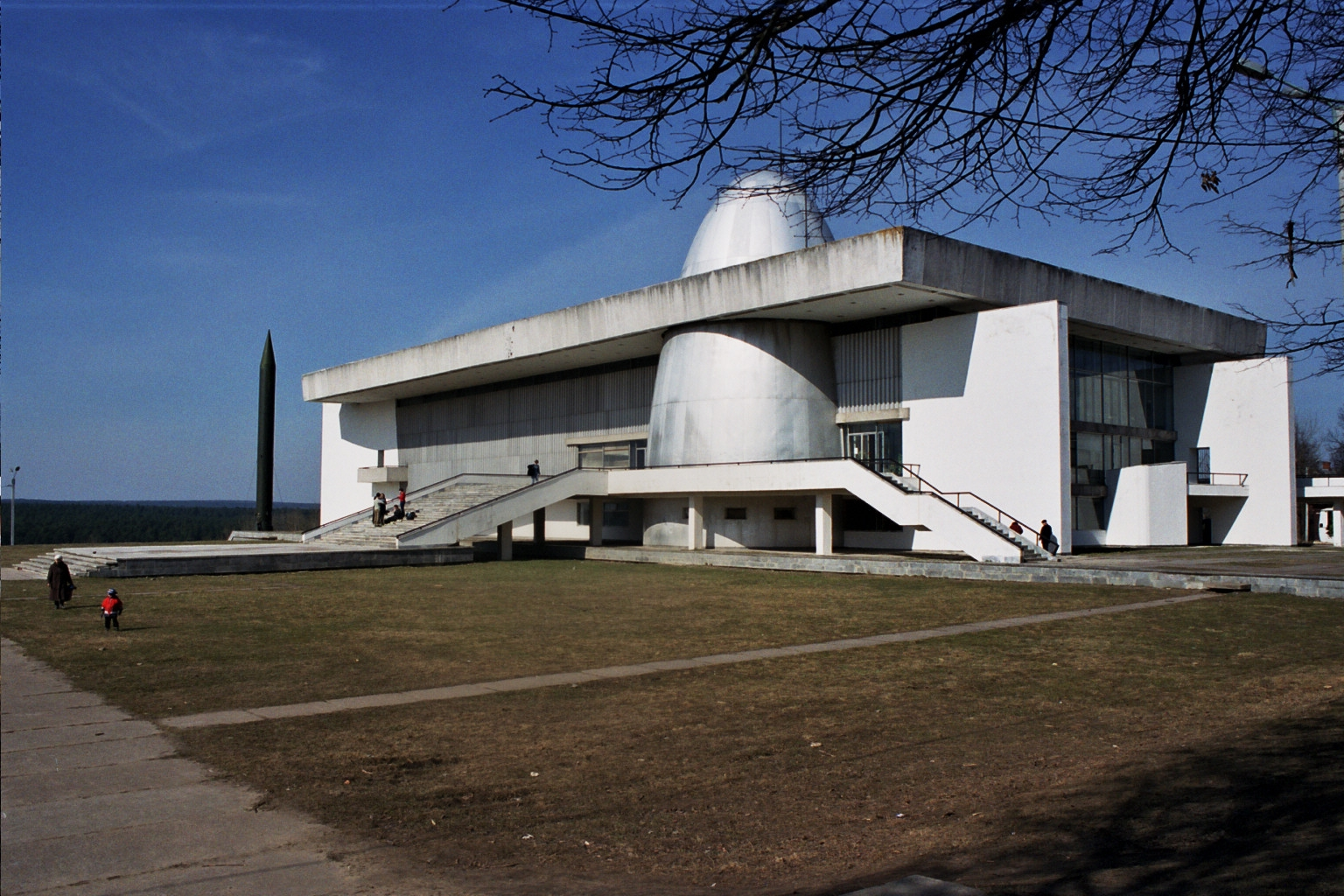
Государственный музей истории космонавтики

## Биография
Родился 28 марта 1913 года в Речице, Курская губерния.
В 1932 г. окончил Рыльский педагогический техникум. Работал учителем математики в Боринском районе Воронежской области. Одновременно с 1938 г. учился заочно в Воронежском университете, до войны успел окончить четвёртый курс.
Участник Великой Отечественной войны с 15 октября 1941 года. Награждён медалью «За отвагу» и орденом Красной Звезды.
После демобилизации в 1946—1947 работал учителем математики в вечерней школе г. Львов. В 1947 приехал в Калугу. Работал завучем, директором школы. В 1950 заочно окончил физмат Тульского пединститута.
В 1956—1962 первый директор Калужской школы-интерната № 1.
В 1962 возглавил мемориальный Дом-музей К. Э. Циолковского. Был одним из руководителей строительства Музея истории космонавтики. С 1967 г. — его первый директор. Сам выступал с лекциями и докладами.
Скрипкин — один из организаторов, проводящихся с 1966 года, научных чтений памяти К. Э. Циолковского.
Умер 1 декабря 1974 года после тяжёлой болезни.
Соавтор книги «Калуга космическая» / А. Т. Скрипкин, И. С. Короченцев. — М. : Машиностроение, 1997. — 128 с.
Заслуженный работник культуры РСФСР (1973), Почётный гражданин Калуги (1997, посмертно).
В 2013 году в честь 100-летия Алексея Тимофеевича Скрипкина в Калужском музее истории космонавтики была организована выставка, посвящённая ему.